# ستان (ديناصور)

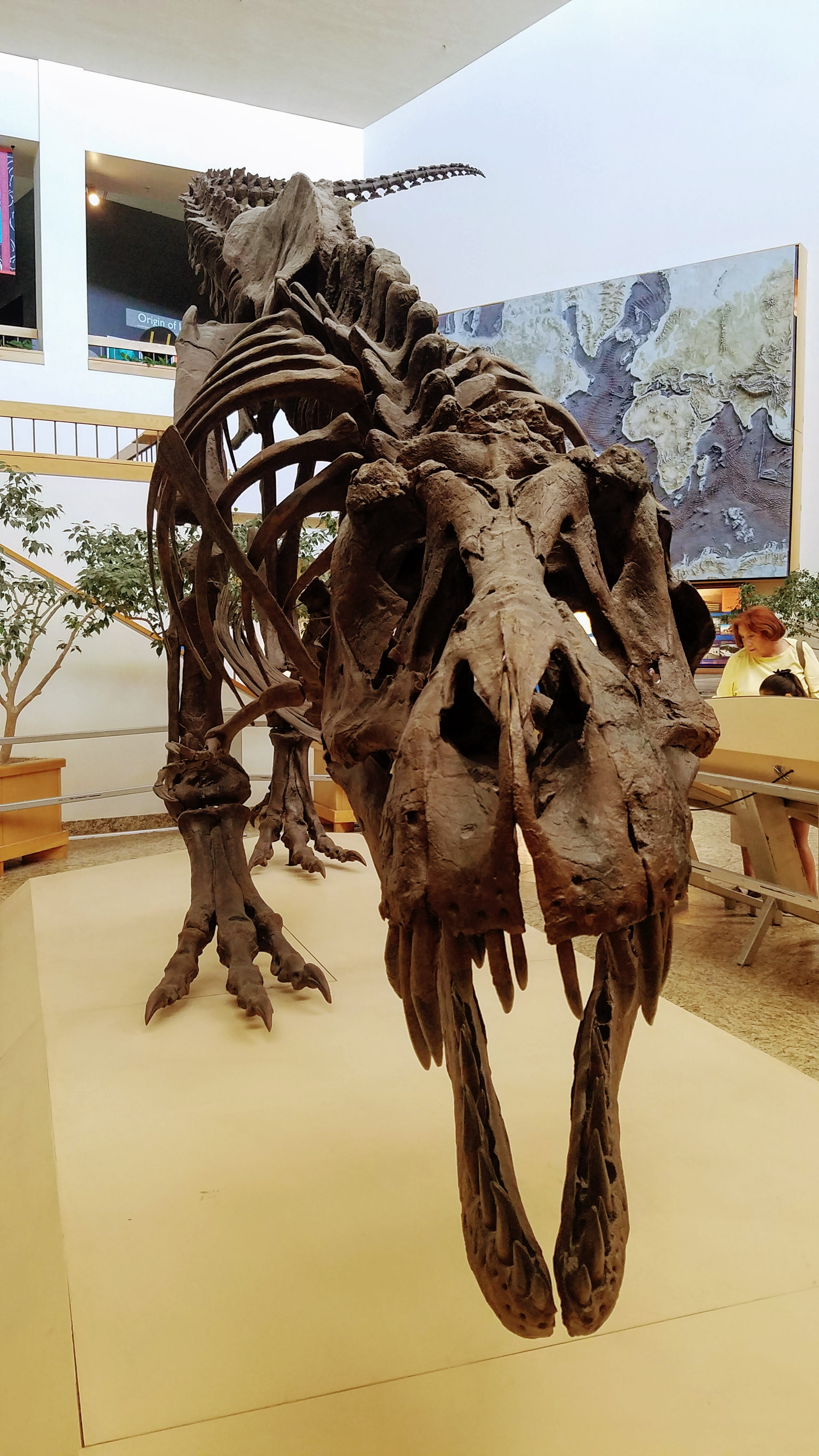
طاقم من ستان في متحف نيو مكسيكو للتاريخ الطبيعي

ستان هو أحفورة لتيرانوصور أكتشفت في تكوين هيل كريك بولاية داكوتا الجنوبية في عام 1987 استغرق علماء الحفريات بمعهد بلاك هيلز للبحوث أكثر من ثلاث سنوات خلال التنقيب عنه وإعادة بنائه. ويعد هيكل ستان أحد أكثر هياكل فصيلة التيرانوصور اكتمالاً ويحتوي على 188 عظمةً ويبلغ طوله 40 قدماً بارتفاع 13 قدماً. وفي أكتوبر 2020 بيع الهيكل في مزاد بمبلغ 31.8 مليون دولار مما يجعلها أغلى أحفورة ديناصورات تم بيعها على الإطلاق.